# 政岡泰志
政岡 泰志（まさおか たいし、1971年6月13日 - ）は、日本の俳優。広島県出身。身長164cm。血液型はA型。所属事務所は「ハイレグタワー（HIGHLEGTOWER）」。

## 来歴
明治大学の演劇サークル出身。
劇団「HIGHLEG JESUS」の1992年の旗揚げに参加し、2002年の解散まで全作品に参加した。
また、1993年に劇団「動物電気」を立ち上げ、主宰を務め、作・演出も担当している。

## 出演

### テレビドラマ
- シアターテレビジョン「TV’s TV」（2003年）
- ドゥニチラブ 第11話「週末ワルツ」（2003年）
- 東京ラブ・シネマ 第3話（CX、2003年）
- 綾辻行人・有栖川有栖からの挑戦状5「安楽椅子探偵と笛吹家の一族」（ABC、2003年） - 検死官
- こちら本池上署3 第3話（TBS、2004年）
- ヴァンパイアホスト 第3・4話（TX、2004年）
- 愛の劇場「ほーむめーかー」第8話（TBS、2004年）
- 大河ドラマ（NHK総合）
  - 新選組!（2004年） - 高崎左太郎
  - いだてん〜東京オリムピック噺〜（2019年） - 北出清五郎
- ファンタズマ〜呪いの館〜／いつも一緒（TX、2004年） - 北原慎二
- GO!GO!HEAVEN! 第1話（TX、2005年）
- 土曜ワイド劇場「棟居刑事の捜査ファイル・ガラスの恋人」（テレビ朝日、2005年）
- 19borders 3・4シーズン（製作／ザ・ワークス、2005年）
- RUN AWAY GIRL 流れる女 第5・6話（BSフジ、2005年）
- 特命係長 只野仁スペシャル2006（テレビ朝日、2006年）
- Xenos 見知らぬ人 第7話（TX、2007年）
- うさぎがもちつき（BS-i、2007年） - 与田
- 愛の劇場「スイート10〜最後の恋人〜」第18話（TBS、2008年）
- 特上カバチ! 第8話（TBS、2010年）
- 連続テレビ小説「ゲゲゲの女房」第7回（NHK総合、2010年）
- 戦国鍋TV 〜なんとなく歴史が学べる映像〜 内ドラマ「川中島学園」（tvkほか） - 教頭
- 金曜ナイトドラマ「警部補 矢部謙三」第3話（テレビ朝日、2010年）
- MM9-MONSTER MAGNITUDE- 第13話（MBS、2010年） - 警察官
- となりの悪魔ちゃん〜ミズと溝ノ口〜（CX、2011年）
- 金曜ナイトドラマ「11人もいる!」第6話（テレビ朝日、2011年）
- デカ 黒川鈴木 第7話（NTV、2012年）
- ATARU 第7話（TBS、2012年）
- リッチマン、プアウーマン 第9話（CX、2012年）
- ドクターX〜外科医・大門未知子〜 第1期（テレビ朝日、2012年） - 半田正（帝都医科大学付属第三分院 事務次長）
- ゴーイングマイホーム 第10話（CX、2012年）
- あぽやん〜走る国際空港 第5話（TBS、2013年）
- 白衣のなみだ 第46・47話（CX、2013年）
- 連続テレビ小説「あまちゃん」第56回（NHK総合、2013年） - 銀行員
- 金田一耕助VS明智小五郎ふたたび（フジテレビ、2014年） - 正田
- バイプレイヤーズ 〜もしも6人の名脇役がシェアハウスで暮らしたら〜 第6話（TX、2017年） - テレ東のプロデューサー・保呂利雄三
- 連続テレビ小説「ひよっこ」第34回 - 第51回（NHK総合、2017年） - 役名なし（屋台のラーメン店主）[4]
- ハロー張りネズミ 第3話（TBS、2017年7月28日）
- まとわりつくオンナ - 五つの地獄編 第5話（TBS、2020年3月6日）
- 0.5の男 最終話（WOWOW、2023年6月25日） - 御子柴徹

### 映画
- けものがれ、俺らの猿と（監督／須永秀明）2001年
- 日雇い刑事（監督／奥秀太郎）2002年
- B（監督／山岡大祐）2003年
- 1980（監督／ケラリーノ・サンドロヴィッチ）2003年
- 大停電の夜に（監督／源孝志）2005年
- 小さき勇者たち〜ガメラ〜（監督／田﨑竜太）2006年
- あしたの私のつくり方（監督／市川準）2007年
- グミ・チョコレート・パイン（監督／ケラリーノ・サンドロヴィッチ）2007年
- パンドラの匣（監督／冨永昌敬）2009年
- 裁判長!ここは懲役4年でどうすか（監督／豊島圭介）2010年 - 裁判官
- 目を閉じてギラギラ（監督／冨永昌敬）2011年
- good-bye（監督／羽生敏博）2015年
- ディアーディアー（監督／菊地健雄）2015年 - 畠中
- フリーキッチン（監督／中村研太郎）2015年
- ディアスポリス -DIRTY YELLOW BOYS-（監督／熊切和嘉）2016年
- まんが島（監督／守屋文雄）2017年 - 徳田かおる
- 素敵なダイナマイトスキャンダル（監督／冨永昌敬）2018年 - 長野
- 鈴木家の嘘（監督／野尻克己）2018年 - 神谷

### ラジオドラマ
- 青春アドベンチャー『火星ダーク・バラード』（2024年2月12日 - 23日〈予定〉、NHK-FM）[5]